# 李元奋
李元奮（？年—？年），字伯遠。號立夫，湖北省雲夢縣人，乾隆十二年（1747年）丁卯科舉人。歷任江蘇、四川等地知縣，總督尹繼善稱爲江南第一好官。

## 生平
- 乾隆六年，中式辛酉科拔貢。
- 乾隆十二年，中式丁卯科舉人。
- 乾隆十二年四月，引見照原議留學三年，以知縣即用[13]。
- 乾隆十五年五月，引見，以知縣即用[14]。
- 乾隆十五年七月，掣得山東博興縣知縣，調補江蘇阜寧縣[15]，改紫陽庵爲紫陽書院[16][17][18][19][20]。
- 乾隆十九年八月（1754年），調補江蘇太倉直隸州宝山县知县[21][22][23][24][25][26][27][28][29]。
- 乾隆二十二年，調淮安府安東縣知縣[30][31][32]。
- 直隸望都縣知縣。
- 署蔚州知州[33]。
- 以金川之役發蜀效用，於乾隆三十八年十二月署理珙縣兼宜賓縣事[34][35][36]。
- 乾隆四十三年（1778年），任四川順慶府鄰水縣知縣[37][38]。
- 乾隆四十三年三月（1778年），任四川保寧府南部縣知縣，創修鼇峯書院，士民為其豎有長生祿位牌[39][40][41][42][43]。
- 乾隆四十四年四月，榮縣民韓培元等邪教惑衆案內失察，照所降之級，從寬留任[44]